# قرار مجلس الأمن التابع للأمم المتحدة رقم 67
قرار مجلس الأمن التابع للأمم المتحدة رقم 67 قرار أممي اعتمد في 28 يناير 1949، مقتنعًا بأن كلا الطرفين في الصراع الإندونيسي استمروا في الالتزام بمبادئ اتفاق رينفيل، دعا المجلس هولندا إلى الوقف الفوري لجميع العمليات العسكرية ودعا جمهورية إندونيسيا إلى أن تأمر أتباعها المسلحين بالتوقف حرب العصابات ولكل من الطرفين التعاون في استعادة السلام والحفاظ على القانون والنظام في جميع أنحاء المنطقة. كما دعا المجلس هولندا إلى الإفراج عن جميع السجناء السياسيين الذين اعتقلوا منذ 17 ديسمبر 1948 وتيسير العودة الفورية لمسؤولي حكومة جمهورية إندونيسيا إلى يوغياكارتا وتزويدهم بالمرافق التي قد تطلبها تلك الحكومة بشكل معقول. لعملها الفعال في هذا المجال.
ثم دعا القرار إلى إنشاء «الولايات المتحدة الإندونيسية» الفيدرالية التي ستكتمل فيها انتخابات الهيئات التأسيسية في الجمعية التأسيسية بحلول أكتوبر 1949 والتي ستنقل إليها هولندا سيادة إندونيسيا حتى يوليو 1950. ولهذا الغرض أعاد المجلس تسمية لجنة المساعي الحميدة إلى لجنة الأمم المتحدة لإندونيسيا وكلفها بجميع مهام اللجنة القديمة وكذلك مراقبة الانتخابات وضمان حرية التجمع والكلام والنشر إلى جانب الإشراف على نقل أجزاء من إندونيسيا إلى الحكومة الجمهورية وإصدار تقارير دورية إلى المجلس. تم التصويت على القرار في أجزاء، لم يجر أي تصويت على النص ككل.